# ماورو جيانيتى
ماورو جيانيتى مواليد 16 مارس 1964 في لوغانو، هو دراج سويسري سابق. سبق أن شارك في دورة الألعاب الأولمبية الصيفية.

## روابط خارجية
- ماورو جيانيتى على موقع أرشيف الدراجات (الإنجليزية)
- ماورو جيانيتى على موقع إحصائيات الدراجات الإحترافية (الإنجليزية)
- ماورو جيانيتى على موقع CycleBase (الإنجليزية)
- ماورو جيانيتى على موقع أوليمبيديا (الإنجليزية)